# Ectropothecium wangianum
Ectropothecium wangianum là một loài Rêu trong họ Hypnaceae. Loài này được P.C. Chen mô tả khoa học đầu tiên năm 1941.